# 1955-ös Formula–1 holland nagydíj
Az 1955-ös Formula–1-es világbajnokság ötödik futama a holland nagydíj volt.

## Futam
1955. június 11-én Le Mansi 24 órás versenyen a Jaguarok és a Mercedesek között nagy verseny alakult ki. Mike Hawthorn a boxok előtt előzte meg Macklint, majd bevágott elé és jobbra húzódva fékezett le saját boxa előtt. Macklin Austinja a fékezéstől becsúszott a pálya közepére, a nagy sebességgel érkező Pierre Levegh elé. A Mercedes az Austinba csapódott, a szétszakadt autó a nézők közé vágódott és több mint nyolcvan néző halálát okozta. A verseny közben a Mercedes vezető helyről visszavonta autóit és az idény végével a Formula–1-ből is kivonult. Az autósport legnagyobb válságát élte át, komoly biztonsági intézkedéseket kezdtek bevezetni a versenyzők és a nézők biztonsága érdekében.
A holland nagydíjat Fangio és Moss nagy csatája jellemezte, melyet végül Fangio nyert meg, mindössze három tizedmásodperccel megelőzve Mosst.
|    | Rsz. | Versenyző               | Csapat   | Körök | Idő/Kiesések     | Rajthely | Pontok |
| -- | ---- | ----------------------- | -------- | ----- | ---------------- | -------- | ------ |
| 1  | 8    | Juan Manuel Fangio      | Mercedes | 100   | 2:54'23,8        | 1        | 8      |
| 2  | 10   | Stirling Moss           | Mercedes | 100   | +0,3             | 2        | 6      |
| 3  | 18   | Luigi Musso             | Maserati | 100   | +57,1            | 4        | 4      |
| 4  | 16   | Roberto Mieres          | Maserati | 99    | +1 Kör           | 7        | 4      |
| 5  | 6    | Eugenio Castellotti     | Ferrari  | 97    | +3 Kör           | 9        | 2      |
| 6  | 14   | Jean Behra              | Maserati | 97    | +3 Kör           | 6        |        |
| 7  | 2    | Mike Hawthorn           | Ferrari  | 95    | +5 Kör           | 5        |        |
| 8  | 22   | Hernando da Silva Ramos | Gordini  | 92    | +8 Kör           | 14       |        |
| 9  | 28   | Louis Rosier            | Maserati | 92    | +8 Kör           | 13       |        |
| 10 | 24   | Jacques Pollet          | Gordini  | 90    | +10 Kör          | 12       |        |
| 11 | 30   | Johnny Claes            | Ferrari  | 88    | +12 Kör          | 16       |        |
| Ki | 4    | Maurice Trintignant     | Ferrari  | 65    | Váltó            | 8        |        |
| Ki | 20   | Robert Manzon           | Gordini  | 44    | Váltó/erőátvitel | 11       |        |
| Ki | 32   | Horace Gould            | Maserati | 23    | Kipördült        | 15       |        |
| Ki | 12   | Karl Kling              | Mercedes | 21    | Kipördült        | 3        |        |
| Ki | 26   | Peter Walker            | Maserati | 2     | Kerékcsapágy     | 10       |        |

## Statisztikák
Juan Manuel Fangio 16. győzelme (R), 17. pole-pozíciója (R), Roberto Mieres 1. (egyetlen) leggyorsabb köre
- Mercedes 7. nagydíj győzelem

A versenyben vezetett:
- Juan Manuel Fangio: 100 kör (1-100)